# Jules Lecoutre
Pour les articles homonymes, voir Lecoutre.
Jules Lecoutre, né le 24 avril 1878 à Tourcoing et mort le 18 avril 1962 à Alger, est un gymnaste artistique français.
Il participe aux épreuves de gymnastique aux Jeux olympiques d'été de 1900 à Paris, terminant 37e du concours général. 
Aux Championnats du monde de gymnastique artistique 1903, il remporte le titre par équipe et la médaille d'argent à la barre fixe. Il est médaillé d'argent par équipe et médaillé de bronze aux barres parallèles aux Championnats du monde de gymnastique artistique 1911.